# Едцард Фердинанд (Източна Фризия)
Едцард Фердинанд от Източна Фризия (на немски: Edzard Ferdinand von Ostfriesland; * 12 юли 1636, Аурих; † 1 януари 1668, Норден) от род Кирксена е граф и регент на Източна Фризия, считан е като „Граф фон Норден“. Фамилята Кирксена получава на 18 април 1662 г. наследствената титла имперски княз.

## Биография
Той е третият, най-малкият син, на граф Улрих II от Източна Фризия (1605 – 1648) и съпругата му ландграфиня Юлиана фон Хесен-Дармщат (1606 – 1659), дъщеря на ландграф Лудвиг V фон Хесен-Дармщат (1577 – 1626) и принцеса Магдалена фон Бранденбург (1582 – 1616). Брат е на Ено Лудвиг (1632 – 1660), граф на Източна Фризия (1648 – 1654), княз на Източна Фризия (1654), и Георг Христиан (1634 – 1665), княз на Източна Фризия (1660 – 1665).
След смъртта на баща му Улрих II на 1 ноември 1648 г. в Аурих, майка му Юлиана води управлението на графството като опекун, понеже децата им са още малолетни. Тя управлява графството Източна Фризия като опекун от 1648 до 1651 г. за нейния син Ено Лудиг. Юлиана изпраща синовете си в чужбина и измества двора от Аурих в Зандхорст, за да води там безспокойно сладък живот. Ено Лудвиг се връща в Източна Фризия и през май 1651 г. чрез нападение изхвърля майка си от управлението. Тя е изпратена във вдовишкия си замък Берум. Нейният либовник, тайният съветник Йохан фон Маренхолц, е съден на 21 юли 1651 г. и екзекутиран.
На 14 години Едцард Фердинанд посещава академиите в Бреда и Тюбинген, пътува във Франция, Швейцария, Италия и Англия. През 1658 г. той се връща обратно в Аурих в двора на брат му Ено Лудвиг. След неговата внезапна смърт през март 1660 г. Едцард Фердинанд иска подялба на господството с брат му Георг Кристиан, но не успява. На 18 януари 1661 г. братята се разбират. Едцард Фердинанд се отказва от управлението чрез годишнен апанаж и се оттегля с малкия си двор в Норден, където резидира като граф на Норден.
Брат му Георг Кристиан умира внезапно през началото на юни 1665 г. и Едцард Фердинанд поема управлението до раждането на бременната вдовица на брат му Кристина Шарлота фон Вюртемберг. Заедно с княжеската вдовица той е в опекунското управление на новия бъдещ княз Кристиан Еберхард.
Едцард Фердинанд умира на 1 януари 1668 г. в Норден, Аурих, Долна Саксония, на 31 години и е погребан там в „Св. Ламберти“.

## Фамилия
Едцард Фердинанд се жени на 22 август 1665 г. в Норден, Аурих, за графиня Анна Доротея фон Крихинген-Пютлинген († 20 май 1705, Норден), дъщеря наследничка на граф Албрехт Лудвиг фон Крихингенн († 1651) и вилд-рейнграфиня Агата фон Залм-Кирбург (ок. 1617), дъщеря на вилд-рейнграф Йохан Казимир фон Кирбург (1577 – 1651) и графиня Доротея фон Золмс-Лаубах (1579 – 1631). Те имат двама сина:
- Едцард Еберхард Вилхелм (* 28 юни 1666; † 25 юни 1707), граф на Източна Фризия, женен 1701 г. (морг.) за София Мария Фьолтин
- Фридрих Улрих (* 31 декември 1667; † 13 март 1710, Норден), граф на Източна Фризия, Крихинген, Пютлинген, холандски генерал-лейтенант на кавалерията във Великобритания, женен на 10 април 1709 г. за братовчедката си Мария Шарлота от Източна Фризия (* 10 април 1689; † 9 декември 1761), дъщеря на княз Кристиан Еберхард (1665 – 1708) и Еберхардина София фон Йотинген-Йотинген (1666 – 1700)